# Ephraim (Utah)
Ephraim je město v okresu Sanpete County ve státě Utah ve Spojených státech amerických. K roku 2000 zde žilo 4 505 obyvatel. S celkovou rozlohou 9,2 km² byla hustota zalidnění 487,4 obyvatel na km².